# دوتنووا
دوتنووا (به لاتین: Dotnuva) یک شهرک در لیتوانی است که در شهرستان کاوناس واقع شده‌است. دوتنووا ۶۸۷ نفر جمعیت دارد.